# Chriaszczuwate
Chriaszczuwate (ukr. Хрящувате) – osiedle na Ukrainie, w obwodzie ługańskim, w faktycznie niefunkcjonującym rejonie ługańskim, od 2014 pod kontrolą marionetkowej, uzależnionej od Rosji Ługańskiej Republiki Ludowej. W 2001 liczyło 1216 mieszkańców, spośród których 263 wskazało jako ojczysty język ukraiński, 949 rosyjski, a 4 ormiański.